# Zeigerwerte nach Ellenberg

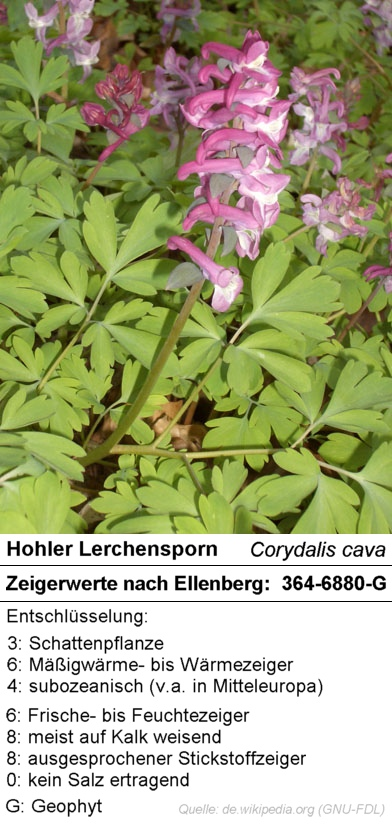
Beispielhafte Zeigerwert-Angabe mit Entschlüsselung für den Hohlen Lerchensporn

Die Kurzbezeichnung Zeigerwerte nach Ellenberg für die „Ökologischen Zeigerwerte von Pflanzen in Mitteleuropa“ ist ein von Heinz Ellenberg 1974 erstmals beschriebenes Klassifikationsverfahren für mitteleuropäische Pflanzen nach ihrem ökologischen „Verhalten“ und botanischen Eigenschaften.
Die Zeigerwerte nach Ellenberg sind von ökologischen und botanischen Beobachtungen und Erfahrungen abgeleitete Kenngrößen für einzelne Pflanzenarten, also empirisch ermittelte Werte, bei dem das reale Vorkommen der Art im Gelände bewertet wird, nicht das Ergebnis von Labormessungen. Dies ist v. a. deshalb bedeutsam, da das reale Pflanzenvorkommen sich zu einem sehr großen Anteil aus der Konkurrenz zu anderen Pflanzenarten ergibt, d. h. der Vorkommensschwerpunkt nur selten mit dem physiologischen Optimum der Art zusammenfällt. Die Zeigerwerte sind inzwischen für einige Pflanzenarten durch Standortanalysen und ökophysiologische Untersuchungen bestätigt beziehungsweise abgesichert worden.

## Hintergrund
Heinz Ellenberg beschrieb 1974 erstmals ein Klassifikationsverfahren für mitteleuropäische Pflanzen nach ihrem ökologischen Verhalten und botanischen Eigenschaften in dem Buch Ökologischen Zeigerwerte von Pflanzen in Mitteleuropa.
Unter den Zeigerwerten nach Ellenberg versteht man von ökologischen und botanischen Beobachtungen und Erfahrungen abgeleitete Kenngrößen für einzelne Pflanzenarten, also empirisch ermittelte Werte, bei dem das Vorkommen der Art im Gelände bewertet wird, nicht das Ergebnis von Labormessungen. Dies ist v. a. deshalb bedeutsam, da das reale Pflanzenvorkommen sich zu einem sehr großen Anteil aus der Konkurrenz zu anderen Pflanzenarten ergibt, d. h. der Vorkommensschwerpunkt nur selten mit dem physiologischen Optimum der Art zusammenfällt.

## Zur Charakterisierung von Arten und Standorten
In der Botanik können die Zeigerwerte nach Ellenberg benutzt werden, um Auskünfte über die Standortansprüche einer Pflanzenart zu erhalten.
In der Ökologie, insbesondere im anwendungsbezogenen Bereich der Land- und Forstwirtschaft, werden sie dazu verwendet, anhand der Ansprüche der Pflanzen, die an einem bestimmten Standort vorkommen und dort zusammen eine Pflanzengesellschaft bilden, Aussagen über den Standort zu machen.

## Zur Standortanalyse

Stickstoff- und Feuchteabhängigkeit der Brennnessel

Besondere Relevanz entfalten die Ellenberg’schen Zeigerwerte in den nah miteinander verwandten Disziplinen Geobotanik, Vegetationskunde und Pflanzensoziologie. Denn nicht nur einzelne Pflanzenarten, auch Pflanzengesellschaften geben auf Grund ihres ökologischen Verhaltens Hinweise auf die standörtlichen Bedingungen. Insbesondere gilt dies für natürliche und naturnahe Pflanzengesellschaften, eingeschränkt für alle sich spontan entwickelnden Pflanzengemeinschaften, bei denen die beteiligten Pflanzensippen miteinander im Wettbewerb um Raum, Licht, Wasser, Nährstoffe und andere Ökofaktoren stehen. Um eine Pflanzengesellschaft zu bewerten, werden für die einzelnen Standortfaktoren die Durchschnittszahlen der beteiligten Arten berechnet. Auf diese Weise ergibt sich eine ökologische Kurzcharakteristik der Ökotope. In entsprechenden Zeigerwerttabellen lassen sich auch relativ einfach Arten mit ähnlichem ökologischen Verhalten entdecken, die zu „ökologischen Gruppen“, also synökologischen Artengruppen ohne systematischen Verwandtschaft, zusammengefasst werden können.

## Anwendungsschwerpunkte
Besonders von Kritikern wird immer wieder betont, dass ökologische Wertzahlen kein Ersatz für ökologische Messungen sind, sondern nur eine Hilfe bei der Standortansprache. Dies wird unter anderem mit der Notwendigkeit begründet, eine kritische Distanz zu den Zahlenwerten zu wahren. Letzterem kann sicherlich zugestimmt werden und gilt vor allem in einer Zeit, in der im Zuge der EDV-Expansion die Zahlengläubigkeit von Politik und Verwaltung auch auf den ökologischen Bereich überzuspringen droht. Grundsätzlich ist also eine Mindest-Sorgfalt bei der Interpretation syndynamischer Vorgänge mehr angebracht als blindes Vertrauen in die Zahlenwerke.
Dennoch geht es nicht so sehr um eine grundsätzliche Entscheidung zwischen Bioindikation und Messung, sondern vielmehr um die Frage nach der Zweckmäßigkeit der gewählten Methode. Generell gilt: Das Arbeiten mit Zeigerwerten ist dann sinnvoll, wenn Messungen aus Zeit- oder Kostengründen ausscheiden, Vegetationsaufnahmen aber ohnehin vorhanden sind. Vorteil der ökologischen Wertzahlen ist also die Schnelligkeit der Methode. Zum anderen bietet sie aber auch die Möglichkeit, einen zeitlichen Bezug von Standortveränderungen herzustellen, und zwar durch Vergleiche zwischen altem und neuem Aufnahmematerial. Wie Nitsche und Nitsche (1994) betonen, lässt sich mittels Feuchte-, Licht- und Nährstoffzahl nach einigen Jahren die Wirkung von Extensivierungsmaßnahmen wie Ausmagerung und Grundwasserstandsanhebung sehr schön dokumentieren. Dies hat sich auch bei Thorn (1998) im Vergleich zweier Streuwiesengebiete in Südbayern mit wiederaufgenommener Mahd gezeigt.
Der große Vorteil der ziffernmäßigen Einstufung des ökologischen Verhaltens ist die Möglichkeit, Durchschnittszahlen, Spektren oder andere zusammenfassende Ausdrücke für ganze Pflanzenbestände zu berechnen. Diese Durchschnittszahlen können dann zur ökologischen Kennzeichnung solcher Bestände verwendet werden. Unter Berücksichtigung der Indikatorwerte aller beteiligten Arten gewinnt man eine Beurteilungsgröße, die vielfach feinere Abstufungen gestattet, als es beispielsweise mit dem pflanzensoziologischen System nach Braun-Blanquet möglich ist.

## Hinweise zur Statistik

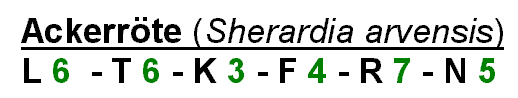
Beispielhafte Zeigerwert-Angabe für die Ackerröte mit Kürzeln

Mathematisch gesehen gehören die Zeigerwerte – ähnlich wie die Schulnoten – zu den „ordinalen“, nicht zu den „kardinalen“ Zahlen, und die Statistik verbietet streng genommen deren Mittelwertbildung. Doch werden selbst die Noten im Fach Mathematik gemittelt, obwohl es sich hierbei um keine kardinale Zahlenreihe handelt. Andererseits kann man Zeigerwerte auch nicht einfach als „ordinale“ Zahlen ansehen, da sie nicht nur „eine Folge von Ziffern“ darstellen. Es handelt sich vielmehr um eine relative Abstufung nach dem Schwergewicht des Auftretens im Gelände.
1989 gingen Kowarik & Seidling auf Probleme und Einschränkungen bei der Zeigerwertberechnung ein.
1992 stellte Ellenberg neben der rein qualitativen Methode, die die Zeigerwerte ohne Gewichtung mittelt, auch 2 quantitative Methoden zur Berechnung mittlerer Zeigerwerte vor.
Obwohl also Zeigerwerte streng genommen keine „Grundzahlen“ mit kardinalem Charakter sind, die durch Summierung entstehen, werden in Geobotanik und Landschaftsökologie mittlere Zeigerwerte verwendet und Korrelationen zwischen gemessenen Werten und ökologischen Wertzahlen errechnet. Die Mittelwertbildung wird sogar von vielen ehemaligen Kritikern (Durwen, 1982, 1983; Kowarik & Seidling, 1989) für die Praxis empfohlen.

## Faktoren im Einzelnen
Folgende Standortfaktoren werden im System der Zeigerwerte erfasst:
- Klimatische Faktoren wie Licht, Temperatur, Kontinentalität
- Bodenfaktoren wie Feuchtigkeit, Reaktion, Stickstoffversorgung, Salzgehalt, Schwermetallresistenz

Des Weiteren finden sich Angaben zu Lebensform und Blattausdauer im System wieder.
Im Folgenden sind für die einzelnen Faktoren die Kürzel für alle jeweils möglichen Zeigerwerte angegeben.
Grundsätzlicher Hinweis
Wenn eine Pflanzenart bei einem der Faktoren mit einem X gekennzeichnet ist, dann bedeutet dies, dass sie sich diesbezüglich indifferent verhält.

### Lichtzahl (L-Zahl)
Die Lichtzahl L bewertet das Vorkommen in Beziehung zur relativen Beleuchtungsstärke (= r. B.). Für die Pflanzen maßgebend ist dabei die relative Beleuchtung, die am Wuchsort der jeweiligen Art zur Zeit der vollen Belaubung der sommergrünen Pflanzen (also etwa von Juli bis September) bei diffuser Beleuchtung (z. B. bei Nebel oder gleichmäßig bedecktem Himmel) herrscht.
| Lichtzahl (L) | Lichtzahl (L)                      | Lichtzahl (L)                                                                 |
| ------------- | ---------------------------------- | ----------------------------------------------------------------------------- |
| Wert          | Benennung                          | Erläuterung                                                                   |
| 1             | Tiefschattenpflanze                | noch bei weniger als 1 %, selten bei mehr als 30 % r. B. vorkommend           |
| 2             | Tiefschatten- bis Schattenpflanze  | zwischen 1 und 3 stehend                                                      |
| 3             | Schattenpflanze                    | meist bei weniger als 5 % r. B., doch auch an helleren Stellen                |
| 4             | Schatten- bis Halbschattenpflanze  | zwischen 3 und 5 stehend                                                      |
| 5             | Halbschattenpflanze                | nur ausnahmsweise im vollen Licht, meist aber bei mehr als 10 % r. B.         |
| 6             | Halbschatten- bis Halblichtpflanze | zwischen 5 und 7 stehend, selten bei weniger als 20 % r. B.                   |
| 7             | Halblichtpflanze                   | meist bei vollem Licht, aber auch im Schatten bis etwa 30 % r. B.             |
| 8             | Halblicht- bis Volllichtpflanze    | Lichtpflanze, nur ausnahmsweise bei weniger als 40 % r. B.                    |
| 9             | Volllichtpflanze                   | nur an voll bestrahlten Plätzen im Freiland, nicht bei weniger als 50 % r. B. |

### Temperaturzahl (T-Zahl)
Die Temperaturzahl T bewertet das Vorkommen im Wärmebereich der polaren Zone beziehungsweise der alpinen Höhenstufe bis ins mediterran geprägte Tiefland.
| Temperaturzahl (T) | Temperaturzahl (T)           | Temperaturzahl (T)                                                                           |
| ------------------ | ---------------------------- | -------------------------------------------------------------------------------------------- |
| Wert               | Benennung                    | Erläuterung                                                                                  |
| 1                  | Kältezeiger                  | nur in hohen Gebirgslagen, d. h. der alpinen und nivalen Stufe                               |
| 2                  | Kälte- bis Kühlezeiger       | zwischen 1 und 3 stehend (viele alpine Arten)                                                |
| 3                  | Kühlezeiger                  | vorwiegend in subalpinen Lagen                                                               |
| 4                  | Kühle- bis Mäßigwärmezeiger  | zwischen 3 und 5 stehend (v. a. hochmontane und montane Arten)                               |
| 5                  | Mäßigwärmezeiger             | in tiefen bis in montanen Lagen vorkommend (Schwergewicht in submontan-temperaten Bereichen) |
| 6                  | Mäßigwärme- bis Wärmezeiger  | zwischen 5 und 7 stehend (planar bis collin)                                                 |
| 7                  | Wärmezeiger                  | im nördlichen Mitteleuropa nur in relativ warmen Tieflagen                                   |
| 8                  | Wärme- bis Extremwärmezeiger | zwischen 7 und 9 stehend (meist mit submediterranem Schwergewicht)                           |
| 9                  | extremer Wärmezeiger         | mediterran (in Mitteleuropa nur auf wärmsten Plätzen, z. B. im Oberrheingebiet)              |

### Kontinentalitätszahl (K-Zahl)
Die Kontinentalitätszahl K bewertet das Verbreitungsschwergewicht von der europäischen Atlantikküste (1) bis ins innere Asien (9).
| Kontinentalitätszahl (K) | Kontinentalitätszahl (K)       | Kontinentalitätszahl (K)                                                            |
| ------------------------ | ------------------------------ | ----------------------------------------------------------------------------------- |
| Wert                     | Benennung                      | Erläuterung                                                                         |
| 1                        | euozeanisch                    | in Mitteleuropa nur mit wenigen Vorkommen (süd- und westeuropäische Arten)          |
| 2                        | ozeanisch                      | Schwergewicht in Westeuropa und im westlichen Mitteleuropa                          |
| 3                        | ozeanisch bis subozeanisch     | zwischen 2 und 4 stehend (in großen Teilen Mitteleuropas vorkommend)                |
| 4                        | subozeanisch                   | Schwergewicht in Mitteleuropa, z. T. auch in Osteuropa                              |
| 5                        | intermediär                    | schwach subozeanisch bis schwach subkontinental                                     |
| 6                        | subkontinental                 | Schwergewicht im östlichen Mitteleuropa und Osteuropa                               |
| 7                        | subkontinental bis kontinental | zwischen 6 und 8 stehend                                                            |
| 8                        | kontinental                    | nur an wenigen Standorten des östlichen Mitteleuropas vorkommend                    |
| 9                        | eukontinental                  | im westlichen Mitteleuropa ganz fehlend, im östlichen selten (osteuropäische Arten) |

### Feuchtezahl (F-Zahl)
Die Feuchtezahl F bewertet Vorkommen von flachgründigen, trockenen Felshängen bis zu Sumpfböden und zu submersen Standorten. Die F-Zahl erfährt vor allem in Grünlandbiotopen eine breite Anwendung, da einerseits diese Pflanzenformation besonders auf eine gute Wasserverfügbarkeit angewiesen ist, andererseits diese historisch überkommene Landnutzungsform stark unter Entwässerung zu leiden hatte.
| Feuchtezahl (F) | Feuchtezahl (F)                   | Feuchtezahl (F)                                                                                   |
| --------------- | --------------------------------- | ------------------------------------------------------------------------------------------------- |
| Wert            | Benennung                         | Erläuterung                                                                                       |
| 1               | Starktrockniszeiger               | auf trockene Böden beschränkt, an oftmals austrocknenden Stellen lebensfähig                      |
| 2               | Starktrocknis- bis Trockniszeiger | zwischen 1 und 3 stehend                                                                          |
| 3               | Trockniszeiger                    | auf trockenen Böden häufiger als auf frischen, auf feuchten fehlend                               |
| 4               | Trocknis- bis Frischezeiger       | zwischen 3 und 5 stehend                                                                          |
| 5               | Frischezeiger                     | Schwergewicht auf mittelfeuchten Böden                                                            |
| 6               | Frische- bis Feuchtezeiger        | zwischen 5 und 7 stehend                                                                          |
| 7               | Feuchtezeiger                     | Schwergewicht auf gut durchfeuchteten, aber nicht nassen Böden                                    |
| 8               | Feuchte- bis Nässezeiger          | zwischen 7 und 9 stehend                                                                          |
| 9               | Nässezeiger                       | Schwergewicht auf oft durchnässten (luftarmen) Böden                                              |
| 10              | Wechselwasserzeiger               | Wasserpflanze, die längere Zeit ohne Wasserbedeckung des Bodens erträgt                           |
| 11              | Wasserpflanze                     | unter Wasser wurzelnd, aber zumindest zeitweise über die Oberfläche aufragend oder Schwimmpflanze |
| 12              | Unterwasserpflanze                | (fast) ständig untergetaucht                                                                      |
| ~               | Zeiger für starken Wechsel        | zusätzliche Angabe                                                                                |
| =               | Überschwemmungszeiger             | zusätzliche Angabe                                                                                |

### Reaktionszahl (R-Zahl)
Die Reaktionszahl R bewertet das Vorkommen in Abhängigkeit von extrem sauren bis zu alkalischen (kalkreichen) Böden, dabei entspricht R jedoch nicht dem pH-Wert, siehe auch: Boden-pH.
| Reaktionszahl (R) | Reaktionszahl (R)                                     | Reaktionszahl (R)                                                           |
| ----------------- | ----------------------------------------------------- | --------------------------------------------------------------------------- |
| Wert              | Benennung                                             | Erläuterung                                                                 |
| 1                 | Starksäurezeiger                                      | nur auf sauren, nie auf nur schwach sauren bis alkalischen Böden vorkommend |
| 2                 | Starksäure- bis Säurezeiger                           | zwischen 1 und 3 stehend                                                    |
| 3                 | Säurezeiger                                           | Schwergewicht auf sauren Böden, nur ausnahmsweise im neutralen Bereich      |
| 4                 | Säure- bis Mäßigsäurezeiger                           | zwischen 3 und 5 stehend                                                    |
| 5                 | Mäßigsäurezeiger                                      | auf stark sauren wie auf neutralen bis alkalischen Böden selten             |
| 6                 | Mäßigsäure- bis Schwachsäure-/Schwachbasenzeiger      | zwischen 5 und 7 stehend                                                    |
| 7                 | Schwachsäure- bis Schwachbasenzeiger                  | niemals auf stark sauren Böden                                              |
| 8                 | Schwachsäure-/Schwachbasen- bis Basen- und Kalkzeiger | zwischen 7 und 9 stehend, d. h. meist auf Kalk weisend                      |
| 9                 | Basen- und Kalkzeiger                                 | stets auf kalkreichen Böden                                                 |

### Stickstoffzahl (N-Zahl)
Die Stickstoffzahl N ist nach neueren Erkenntnissen eher eine „Nährstoffzahl“, denn sie beschreibt die allgemeine Nährstoffverfügbarkeit für Pflanzen im Boden; also außer Stickstoff (N) auch die Verfügbarkeit der anderen essenziellen Makro-Nährstoffe Kalium (K), Phosphor (P) und Magnesium (Mg). Ausgehend von Mineralböden, die tendenziell eher mit N unterversorgt sind, wurde die N-Zahl ursprünglich überwiegend als Maß für die ausschließliche Versorgung mit Mineralstickstoff (NH4+ und NO3-) interpretiert, siehe auch: Stickstoffdünger, Nitrophyt. In organogenen beziehungsweise humusreichen Böden (z. B. Moorböden) dagegen kennzeichnet die N-Zahl nicht etwa die Verfügbarkeit des dort reichlich vorhandenen Stickstoffs, sondern jene der oben genannten Minerale. Die Verwendung der Stickstoffzahl zur Bewertung der Stickstoffverfügbarkeit wurde im Dezember 2008 mit der Richtlinie VDI 3959 Blatt 1 Vegetation als Indikator für Stickstoffeinträge; Bewertung der Stickstoffverfügbarkeit durch Ellenberg-Zeigerwerte der Waldbodenvegetation standardisiert.
| Stickstoffzahl (N) | Stickstoffzahl (N)                             | Stickstoffzahl (N)                                                                                 |
| ------------------ | ---------------------------------------------- | -------------------------------------------------------------------------------------------------- |
| Wert               | Benennung                                      | Erläuterung                                                                                        |
| 1                  | Extremer Stickstoffarmutzeiger                 | stickstoffärmste Standorte anzeigend                                                               |
| 2                  | Extremer Stickstoff- bis Stickstoffarmutzeiger | zwischen 1 und 3 stehend                                                                           |
| 3                  | Stickstoffarmutzeiger                          | auf N-armen Standorten häufiger als auf mittelmäßigen, nur ausnahmsweise auf N-reicheren           |
| 4                  | Stickstoffarmut- bis Mäßigstickstoffzeiger     | zwischen 3 und 5 stehend                                                                           |
| 5                  | Mäßigstickstoffzeiger                          | mäßig N-reiche Standorte anzeigend, seltener auf N-armen und N-reichen                             |
| 6                  | Mäßigstickstoff- bis Stickstoffreichtumzeiger  | zwischen 5 und 7 stehend                                                                           |
| 7                  | Stickstoffreichtumzeiger                       | an N-reichen Standorten häufiger als auf mittelmäßigen, nur ausnahmsweise auf N-ärmeren Standorten |
| 8                  | ausgesprochener Stickstoffzeiger               | zwischen 7 und 9 stehend                                                                           |
| 9                  | übermäßiger Stickstoffzeiger                   | an übermäßig N-reichen Standorten konzentriert (Viehlägerpflanze, Verschmutzungszeiger)            |

### Salzzahl (S-Zahl)
Die Salzzahl S bezeichnet das Vorkommen im Gefälle der Salzkonzentration (insbesondere Cl−-Konzentration) im Wurzelbereich des Bodens von 0 (nicht salzertragend) bis 9 (extrem salzertragend).
| Salzzahl (S) | Salzzahl (S)                  | Salzzahl (S)                                                                                       |
| ------------ | ----------------------------- | -------------------------------------------------------------------------------------------------- |
| Wert         | Benennung                     | Erläuterung                                                                                        |
| 0            | nicht salzertragend           | nur auf Böden ohne Salz (die Zahl „0“ ist bei Berechnungen mit zu verwenden!)                      |
| 1            | salzertragend                 | meist auf salzarmen bis salzfreien Böden, gelegentlich auf leicht salzhaltigen Böden (0–0,1 % Cl−) |
| 2            | oligohalin (I)                | öfter auf Böden mit sehr geringem Chloridgehalt (0,05–0,3 % Cl−)                                   |
| 3            | β-mesohalin (II)              | meist auf Böden mit geringem Chloridgehalt (0,3–0,5 % Cl−)                                         |
| 4            | α/β-mesohalin (II/III)        | meist auf Böden mit geringem bis mäßigen Chloridgehalt (0,5–0,7 % Cl−)                             |
| 5            | α-mesohalin (III)             | meist auf Böden mit mäßigem Chloridgehalt (0,7–0,9 % Cl−)                                          |
| 6            | α-meso-/polyhalin (III/IV)    | auf Böden mit mäßigem bis hohem Chloridgehalt (0,9–1,2 % Cl−)                                      |
| 7            | polyhalin (IV)                | auf Böden mit hohem Chloridgehalt (1,2–1,6 % Cl−)                                                  |
| 8            | euhalin (IV/V und V)          | auf Böden mit sehr hohem Chloridgehalt (> 1,6–2,3 % Cl−)                                           |
| 9            | euhalin bis hypersalin (V/VI) | auf Böden mit sehr hohem, in Trockenzeiten extremem Salzgehalt (> 2,3 % Cl−)                       |

### Schwermetallresistenz
Die Schwermetallresistenz bewertet …
| Schwermetallresistenz | Schwermetallresistenz               | Schwermetallresistenz |
| --------------------- | ----------------------------------- | --------------------- |
| Wert                  | Benennung                           | Erläuterung           |
| b                     | mäßig schwermetallresistent         | …                     |
| B                     | ausgesprochen schwermetallresistent | …                     |

### Lebensform
Ergänzend zu den Zeigerwerten wird der Lebensformtyp der Arten angegeben, der sich vor allem nach der Lage der Überwinterungsknospen bestimmt.
Unterschieden wird bei diesen Angaben nach Blütenpflanzen, Moosen und Flechten, für die jeweils ein unterschiedliches Werte-Spektrum zur Verfügung steht.
| Lebensform bei Blütenpflanzen | Lebensform bei Blütenpflanzen | Lebensform bei Blütenpflanzen                                                   |
| ----------------------------- | ----------------------------- | ------------------------------------------------------------------------------- |
| Wert                          | Benennung                     | Erläuterung: Lage der Überwinterungsorgane zur Erdoberfläche                    |
| A                             | Hydrophyt                     | aquatisch lebende Pflanze, Überwinterungsknospen normalerweise unter Wasser     |
| C                             | krautiger Chamaephyt          | Knospen wie bei Z meist über der Erde und im Schneeschutz überwinternd          |
| H                             | Hemikryptophyt                | Überwinterungsknospen nahe der Erdoberfläche                                    |
| T                             | Therophyt                     | kurzlebig und ungünstige Zeiten als Samen überdauernd                           |
| G                             | Geophyt                       | Überwinterungsknospen unter der Erdoberfläche meist mit Speicherorganen         |
| Z (z)                         | holziger Chamaephyt           | Zwergstrauch, nur selten über 0,5 m hoch werdend (Angabe „z“ wenn zweijährig)   |
| N (n)                         | Nanophanerophyt               | Strauch oder Kleinbaum, meist 0,5–5 m hoch werdend (Angabe „n“ wenn zweijährig) |
| P                             | Phanerophyt                   | Baum, der mehr als 5 m hoch werden kann                                         |
| li                            | Liane oder Spreizklimmer      | sich auf andere Pflanzen stützend, aber im Boden wurzelnd                       |
| ep                            | Epiphyt                       | auf anderen Pflanzen nicht parasitisch als „Aufsitzer“ lebend                   |
| hp                            | Halbparasit                   | auf lebenden Pflanzen schmarotzend, aber mit grünen Blättern                    |
| vp                            | Vollparasit                   | wie hp, aber ohne Blattgrün                                                     |

| Lebensform bei Moosen | Lebensform bei Moosen | Lebensform bei Moosen                     |
| --------------------- | --------------------- | ----------------------------------------- |
| Wert                  | Benennung             | Erläuterung                               |
| A                     | Hydrophyt             | aquatisch lebendes Moos                   |
| C                     | Chamaephyt            | weitgehend über der Erde                  |
| H                     | Hemikryptophyt        | nahe der Erdoberfläche                    |
| T                     | Therophyt             | kurzlebig                                 |
| E                     | Epiphyt               | auf anderen Pflanzen, z. B. Bäumen lebend |

Bei Flechten erfolgt die Lebensform-Angabe in zwei Teilen. Die beiden Kürzel zu Substrat und Wuchsform werden dabei durch einen Bindestrich (-) getrennt.
| Lebensform bei Flechten | Lebensform bei Flechten | Lebensform bei Flechten                                                  |
| ----------------------- | ----------------------- | ------------------------------------------------------------------------ |
| Wert                    | Substrat                | Erläuterung                                                              |
| E                       | Erdboden oder Rohhumus  | …                                                                        |
| G                       | Gestein                 | …                                                                        |
| H                       | Holz                    | …                                                                        |
| M                       | Moose                   | …                                                                        |
| R                       | Rinde                   | …                                                                        |
| Wert                    | 'Wuchsform'             | Erläuterung                                                              |
| Ak                      | Außenkruste             | …                                                                        |
| Be                      | Strauchflechte          | Cladonia-Typ                                                             |
| Ce                      | Strauchflechte          | Cetraria-Typ                                                             |
| Cl                      | Strauchflechte          | Cladina-Typ                                                              |
| Ik                      | Innenkruste             | im Substrat                                                              |
| L                       | Laubflechte             | …                                                                        |
| N                       | Nabelflechte            | …                                                                        |
| r                       | rosettiger Wuchs        | …                                                                        |
| S                       | mit schuppigem Lager    | …                                                                        |
| …                       | u. a. Angaben           | Es bestehen noch weitere, allerdings seltenere Kürzel für die Wuchsform. |

### Blattausdauer
Die Blattausdauer ist ein Merkmal, das im Rahmen der Zeigerwerte nur selten angegeben wird. Es dient lediglich als Zusatzinformation.
| Blattausdauer | Blattausdauer     | Blattausdauer                                                                   |
| ------------- | ----------------- | ------------------------------------------------------------------------------- |
| Wert          | Benennung         | Erläuterung                                                                     |
| I             | immergrün         | zu allen Jahreszeiten mit Blättern, die oft länger als ein Jahr leben           |
| W             | überwinternd grün | oft mit grünen Blättern überwinternd, die aber meist im Frühjahr ersetzt werden |
| S             | sommergrün        | nur in der wärmeren Jahreszeit mit grünen Blättern                              |
| V             | vorsommergrün     | vom Vorfrühling bis zum Frühsommer grün, dann aber meist einziehend             |

## Andere Zeigerwerte
Elias Landolt veröffentlichte 1977 Flora indicativa für die Schweiz, was 2010 in 2. Auflage erschien.
Ellenbergs Zeigerwerte können von Mitteleuropa auf nahe gelegene Teile Europas ausgedehnt werden. Eine Anwendung in Großbritannien zeigte, dass die Zeigerwerte mit einer Datenbank von Quadrat-Stichproben durch einen einfachen Algorithmus, der aus zwei gewichteten Mittelwerten besteht, gefolgt von lokaler Regression vorhergesagt werden können.